# Tereine
Tereine (altgriechisch Τερεΐνη Tereḯnē) ist in der griechischen Mythologie eine thrakische Najade, Tochter des Strymon, von Ares Mutter der Thrassa.
Sie ist als eine Hypostase von Aphrodite aufzufassen.